# Hit Mania Dance Flowers 1996
Hit Mania Dance Flowers 1996 è una raccolta di 20 successi da ballare pubblicata su CD e MC durante la primavera del 1996 ed è stata l'unica edizione primaverile a portare il titolo "Flowers" in quanto a partire dal 1999 i volumi primaverili si chiameranno "Champions" La compilation appartiene alla collana Hit Mania ed è mixata dai DJ Antonio Aruta e Gianluca De Magistris.
La copertina è stata curata e progettata da Gorial.

## Tracce
1. N-Trance – Electronic Pleasure – 3:18
2. Cappella – I Need Your Love – 3:13
3. Da Blitz – I Believe – 2:30 (Simone Pastore, Viviana Presutti, Massimo Gabutti, Domenico Capuano)
4. Eryx – Say Goodbye – 3:14
5. U.s.u.r.a. – Flying High – 2:16
6. Happymen – Love Is You – 3:13
7. Rob's Project – Loving You – 2:52
8. The Master – The Master – 3:53
9. The Spy – Trance Mission (Medley With The Persuaders Theme) – 1:59
10. Smoke – Smoke – 3:52
11. Full Intention – America (I Love America) (feat. Nick Clow) – 3:17
12. Sweet Tee – It's My Beat – 2:12
13. T-Move Experience – Running In Real Time – 2:56
14. Carol Bailey – I Can't Make You Love Me – 2:55
15. JJ Brothers – Move It Up (feat. Asher Senator) – 3:41
16. Sex Alarm – Siren – 3:28
17. Trancesetters – The Search – 2:56
18. Nylon Moon – Sky Plus – 4:03
19. DJ Dado – X-Files – 2:40
20. Tanya Louise – Deep In You – 3:26

Durata totale: 61:54